# Bethlehem (Band)
Bethlehem ist eine deutsche Dark-Metal-Band aus Grevenbroich. Die Band wurde im Jahr 1991 von dem Bassisten Jürgen Bartsch, dem Gitarristen Klaus Matton und dem Sänger Andreas Classen gegründet. Bartsch ist das einzige feste, stets in der Band aktive Mitglied. Er gilt als Kopf der Band.
Der Genrebegriff Dark Metal wird meist auf den Titel von Bethlehems gleichnamigem Debütalbum aus dem Jahr 1994 zurückgeführt, wurde jedoch bereits zuvor in der Selbstbezeichnung von Katatonia als „Sorrowfilled and harmonous Northern Dark Metal“ verwendet.

## Name
Der Name der Band spielt auf die Stadt Bethlehem und deren Bedeutung für das Christentum an. Den Namen wählte die Band laut Jürgen Bartsch, um beim Anfang der 1990er Jahre verbreiteten Tape-Trading Zensurmaßnahmen in stark reglementierten Staaten wie Kuba oder Vietnam zu umgehen sowie auch aus Sarkasmus.

## Geschichte
Die Band wurde 1991 in Grevenbroich gegründet. Im Jahr 1993 veröffentlichte sie über das lokale Label Nightmare Records ihre erste Veröffentlichung, Thy Pale Dominion, in Form einer 7"-Vinyl-Single. Ein Jahr später folgte mit Dark Metal das Debütalbum, das über das französische Label Adipocere Records veröffentlicht wurde. Der Sänger auf den ersten beiden Alben ist Andreas Classen, der nach der Veröffentlichung von Dark Metal jedoch die Band verließ und die Black-Metal-Band Paragon Belial gründete.
Das nachfolgende Studioalbum Dictius te necare erschien 1996 über Red Stream. Auf diesem Album übernahm Rainer Landfermann von der deutschen Death-Metal-Band Pavor den Gesang, der in einer Besprechung auf der Seite doom-metal.com folgendermaßen beschrieben wurde:

“one of the sickest and most extreme voices you'll ever hear from a human being.”

Ebenfalls über Red Stream wurde 1998 das Album Sardonischer Untergang im Zeichen irreligiöser Darbietung, kurz S.U.I.Z.I.D., veröffentlicht. Rainer Landfermann wurde auf S.U.I.Z.I.D. von Marco Kehren von der Band Deinonychus ersetzt. Schlagzeuger ist hier Marcus Losen (auch Schlagzeuger bei Paragon Belial), welcher die Band 1998 verließ. Im selben Jahr wirkte Bethlehem auf dem Soundtrack des amerikanischen Films Gummo mit den Titeln Schuld uns'res knöcherigen Faltpferds und Verschleierte Irreligiösität mit.
1999 erfolgte ein Wechsel von Red Stream zum deutschen Label Prophecy Productions, über das im Jahr 2000 zunächst die Vinyl-Single Profane Fetmilch Lenzt Elf Krank und schließlich am 17. September 2001 das Album Schatten aus der Alexander Welt erschien. Drei Jahre später, am 17. November 2004, folgte das Album Mein Weg. Der auf Schatten aus der Alexander Welt und Mein Weg singende Guido Meyer de Voltaire ist ebenfalls bekannt mit seiner Metal-Band Aardvarks. 2006 verließ er Bethlehem nach band-internen Auseinandersetzungen.
2007 kündigte Bartsch den Sänger und Gitarristen der Dark-Metal-Band Forgotten Tomb, Ferdinando „Herr Morbid“ Merchisio, als neuen Gitarristen an und gab an, mit diesem an einem neuen Album zu arbeiten, das im Spätsommer 2008 durch Greg Chandler von Esoteric in den Priory Recording Studios in England aufgenommen werden sollte.
Am 14. Mai 2009 erschien die Split-7"-Single Suizidal-Ovipare Todessehnsucht, die zusammen mit der US-amerikanischen Black-Metal-Band Benighted in Sodom herausgebracht wurde, über das Label Obscure Abhorrence Productions. Die Vinyl-Single enthält auf der ersten Seite das Lied Du sollst dich töten von Bethlehems Album S.U.I.Z.I.D. Für diese Veröffentlichung wurden die Gitarren-Soli neu aufgenommen sowie der Gesang von Jonathan Théry, dem Sänger der französischen Band Ataraxie, neu eingesungen.
Jürgen Bartsch präsentierte am 18. Mai 2009 über Bethlehems MySpace-Seite Niklas Kvarforth von der schwedischen Black-Metal-Band Shining als neuen offiziellen Sänger der Band. Am 24. Mai 2009 folgte die Nachricht, Reuben Jordan von Benighted in Sodom sei der zweite offizielle Bethlehem-Gitarrist. Am 12. Juni 2009 wurde das Album A Sacrificial Offering to the Kingdom of Heaven in a Cracked Dog’s Ear über Red Stream veröffentlicht. Es handelt sich hierbei jedoch nicht um ein vollständig neues Studioalbum, sondern um eine teilweise neuaufgenommene Version des Albums S.U.I.Z.I.D. von 1998. Den Gesang übernahm Niklas Kvarforth. Sämtliche Liedtexte wurden von der deutschen in die englische Sprache übertragen.
Am 22. Oktober 2010 erschien die EP bzw. MCD Stönkfitzchen mit sechs Titeln, davon vier neue Lieder. Kvarforth übernahm wieder den Gesang und sang erstmals in deutscher Sprache. Jürgen Bartsch spielte den Bass ein, Olaf Eckhardt die E-Gitarre und Steve Wolz das Schlagzeug.
Zehn Jahre nach dem letzten vollständigen Studioalbum – Mein Weg – erschien am 10. Oktober 2014 das Album Hexakosioihexekontahexaphobia über Prophecy Productions. Aufgenommen wurde das Album im August und September 2014 im Klangschmiede Studio E. Produziert wurde es von Jürgen Bartsch, technisch umgesetzt und gemastert von Markus Stock. Schlagzeug spielte Florian „Torturer“ Klein von der Band Mor Dagor. Die Gitarre spielte Olaf Eckhardt ein. Guido Meyer de Voltaire übernahm wie auf Mein Weg und Schatten aus der Alexander Welt wieder den Gesang, betonte aber direkt nach den Aufnahmen, dass es sich dabei um ihre finale Kooperation gehandelt habe. Im Booklet des Albums sind Bartsch und Klein als Bandbesetzung aufgeführt. Eine auf 250 Stück limitierte Zwei-CD-Ausgabe des Albums enthält die Bonus-CD Vergor’n im Spinnenmaul mit vier zusätzlichen Songs. Bei dem Bonus-Track Zitzenschlauch handelt es sich um den Song Lebensborn der Fliegen von Bartschs Elektro-/Aggrotech-Nebenprojekt Stahlmantel, der bereits 2008 auf der Demo-Veröffentlichung Industrial Dancecore enthalten war.
Am 2. Dezember 2016 erschien zum 25-jährigen Jubiläum der Band das selbstbetitelte Album Bethlehem über Prophecy Productions. Aufgenommen wurde es im Mai und Juni 2016 wie der Vorgänger im Studio Klangschmiede Studio E von Markus Stock in Mellrichstadt. Den Gesang übernahm die Sängerin der Black-Metal-Band Darkened Nocturn Slaughtercult, Yvonne „Onielar“ Wilczynska. Den Bass spielte wie gewohnt Gründungsmitglied Jürgen Bartsch. Für das Schlagzeug kehrte Steve Wolz zur Band zurück. Die Gitarre spielte Ilya Karzov.
Am 17. Mai 2019 erschien mit Lebe dich leer das achte vollständige Studioalbum der Band über Prophecy Productions. Aufgenommen wurde es im August und September 2018 in Nordrhein-Westfalen im Soundsight Studio in Hennef sowie Stonehenge Studio in Siegburg. Als Sängerin ist – wie auf dem Vorgängeralbum – Yvonne „Onielar“ Wilczynska zu hören. Bass spielte Jürgen Bartsch, Gitarre wieder Ilya Karzov. Das Schlagzeug übernahm Florian „Torturer“ Klein, der bereits auf dem Album Hexakosioihexekontahexaphobia Schlagzeug gespielt hatte.

## Stil

### Texte
Das Debütalbum Dark Metal enthält bis auf den Titel Gepriesen sei der Untergang noch ausschließlich Lieder mit englischsprachigen Texten. Auf den nachfolgenden Veröffentlichungen sind die Texte hauptsächlich auf Deutsch verfasst.
Viele von Bethlehems Liedern weisen morbide Texte auf. Sie handeln zumeist von Suizid und Depression, wobei sich Bartsch beim Verfassen häufig der Chiffrenlyrik bedient, was ihnen eine rätselhafte Wirkung verleiht. Zudem verwendet er einfallsreiche Wortbildungen und geht spielerisch mit der Sprache um, was sich in diversen Liedern und bereits den Liedtiteln niederschlägt. Ein deutliches Beispiel ist der Titel Luftstehs’lblah auf dem 1998er Album S.U.I.Z.I.D., wo es heißt:

„Wenn Kindischseisel Pizzaschmiersel / gerne an den Haaren zupfsel / Kampfheikenhupe und Flachbürsthabsel / zum Mayhemic Belanglos blasel.“

Weitere Beispiele sind auch die Hörspiel-Sequenzen auf Schatten aus der Alexander Welt.
Einige der Hörer sind hingegen der Meinung, Bartschs Texte enthielten bewusst keinerlei Inhalt, Sinn oder Zusammenhang. Sie seien vielmehr als fast dadaistischer Ausdruck der Absurdität zu verstehen und unterstrichen die Stimmung der Musik.

### Musik
Auf Dictius te necare spielt Bethlehem Musik, die sich noch nah an Genres wie dem Doom Metal, Black Metal und Death Metal befindet. Für die Vermischung dieser Genres zu einer Musik mit sehr düsterer, melancholischer bis depressiver Atmosphäre prägte die Band die Bezeichnung Dark Metal. Es wechseln sich schnelle Parts mit Gitarrenlinien mit schleppenden, düsteren Teilen ab, wie sie im Doom Metal üblich sind. Ein Beispiel ist das Lied Die anarchische Befreiung der Augenzeugenreligion, dessen Rhythmus behäbig beginnt und sich später beschleunigt. Landfermanns Gesang besteht größtenteils aus Kreischen und Growling; er variiert durchgehend in Lautstärke, Aggressivität und Tonhöhe.
Während ihres Werdegangs wandelte Bethlehem den Stil. So wird auf dem Album Mein Weg aus dem Jahr 2004 kaum noch der ehemalige Black- und Death-Metal-Einfluss deutlich, sondern eher Einflüsse aus der Neuen Deutschen Härte, dem Gothic Metal und der elektronischen Musik.
Auf der Mini-CD Stönkfitzchen nähern sich die Lieder wieder dem ursprünglichen Stil an.
Das Album Hexakosioihexekontahexaphobia ordnet sich stilistisch in eine Reihe mit Schatten aus der Alexander Welt (2001) und Mein Weg (2004) ein. Guido Meyer de Voltaire verwendet auf den drei Alben primär einen tiefen Klargesang, wechselt aber auch zu gutturalem Gesang. Im Booklet des Albums betont Jürgen Bartsch, dass es sich bei den drei Alben konzeptionell und stilistisch um eine Trilogie handle, deren Abschluss die Veröffentlichung von Hexakosioihexekontahexaphobia (2014) bilde. Jürgen Bartsch spricht hier von der zweiten Phase der Band, die mit Abschluss der Trilogie im Jahr 2014 abgeschlossen wurde.
Die Alben Bethlehem und Lebe dich leer mit Sängerin Yvonne „Onielar“ Wilczynska knüpfen stilistisch an die Anfangsalben Dictius te necare und S.U.I.Z.I.D an. Laut Bandgründer Bartsch befinde sich die Band mit diesen Veröffentlichungen in der „dritten Phase“ ihres Schaffens.

## Diskografie

### Studioalben
- Dark Metal (1994)
- Dictius te necare (1996)
- Sardonischer Untergang im Zeichen irreligiöser Darbietung (1998)
- Schatten aus der Alexander Welt (2001)
- Mein Weg (2004)
- Hexakosioihexekontahexaphobia (2014)
- Bethlehem (2016)
- Lebe dich leer (2019)

#### Sonstige Alben
- A Sacrificial Offering to the Kingdom of Heaven in a Cracked Dog’s Ear (2009) (Überarbeitete Version des 1998er Albums S.U.I.Z.I.D. mit neu aufgenommenen Vocals)

### EPs
- Reflektionen aufs Sterben (EP, 1998)
- Stönkfitzchen (EP, 2010)

#### Split-EPs
- Bethlehem / Wraithen (USA): untitled (7"-EP, 2004)
- Bethlehem / Benighted in Sodom: Suizidal-Ovipare Todessehnsucht (7"-EP, 2009) (limitiert auf 2000 Stück)
- Bethlehem / Joyless: Gestern starb ich schon heute (7"-EP, 2009)

### Singles
- Thy Pale Dominion (7"-Single, 1993)
- Profane Fetmilch Lenzt Elf Krank (7"-Single, 2000)
- Alles tot (7"-Single, 2004)

### Andere Veröffentlichungen und Mitwirkungen
- Bethlehem (Demo)I (MC) (1992)
- Bethlehem (Demo)II (MC) (1993)
- Dark Metal (Homevideo-VHS, 1993)
- Wintermute auf Deathophobia I (Force Production 1993)
- Requiem (Exhumer Productions 1993)
- Homevideo VHS - Gummo, New Line Productions, USA (1997)
- Schuld uns’res knoch’rigen Flatpferd und Verschleierte Irreligiosität  auf Gummo (London Records/EMI 1997)
- Gepriesen sei der Untergang (Homevideo-VHS, Red Stream Inc. 1999)
- Champagner Freuden in verkäster Leichenfotze und Tiermutter auf To Live Is Ever To Be In Danger (Red Stream Inc. 1999)
- Angst atmet Mord auf Upon a Mighty Bloodred Stream Volume 1 (Red Stream Inc. 1999)
- Suicide Radio (CD-ROM, nur am PC abspielbar, 2003)
- Legalize Murder (DVD, Comedy 2007)
- A Tribut to Dictius Te Necare (Ostra 2009)
- Bethlehems Bastarde (Weird Truth Productions 2009)
- Yesterday I Still Died Today auf Niklas Kvarforth – Fifteen Years of Absolute Darkness (Spinefarm Records 2011)